# إلمر أ. مورس
إلمر أ. مورس هو شخصية أعمال ومحامي وسياسي أمريكي، ولد في 11 مايو 1870 في Franksville, Wisconsin ‏ في الولايات المتحدة، وتوفي في 4 أكتوبر 1945 في روشستر في الولايات المتحدة. نشط حزبياً في الحزب الجمهوري. وقد انتخب عضو مجلس النواب الأمريكي ‏.